# Pristurus samhaensis
Espèce
Statut de conservation UICN

 LC  : Préoccupation mineure
Pristurus samhaensis est une espèce de geckos de la famille des Sphaerodactylidae.

## Répartition
Cette espèce est endémique des îles Darsah et Samhah dans l'archipel de Socotra au Yémen.

## Étymologie
Le nom de cette espèce, samhaensis, signifie « qui provient de Samhah », l'île où a été découverte l'espèce.

## Publication originale
- Rösler & Wranik, 1999 : Beiträge zur Herpetologie der Republik Jemen. 5. Drei neue Gecko-Arten vom Sokotra-Archipel (Reptilia: Sauria: Gekkonidae). Zoologische Abhandlungen Staatliches Museum für Tierkunde Dresden, vol. 50, n. 2, p. 249-265 (texte intégral).